# Blowing Rock
Blowing Rock es un pueblo ubicado en los condados de Watauga y de Caldwell en el estado estadounidense de Carolina del Norte. En el año 2000 tenía una población de 1.418 habitantes y una densidad poblacional de 184,5 personas por km².

## Geografía
Blowing Rock se encuentra ubicado en las coordenadas 36°7′47″N 81°40′21″O / 36.12972, -81.67250.

## Demografía
Según la Oficina del Censo en 2000 los ingresos medios por hogar en la localidad eran de $54.271, y los ingresos medios por familia eran $66.979. Los hombres tenían unos ingresos medios de $45.417 frente a los $27.361 para las mujeres. La renta per cápita para la localidad era de $34.294. Alrededor del 2.9% de las familias y del 9.1% de la población estaban por debajo del umbral de pobreza.